# Gisco (død 239 f.Kr.)
Gisco var en karthaginsk general, der tjente i de sidste år af den Første Puniske Krig (264-241 f.Kr.) og tog en ledende rolle i de efterfølgende begivenheder, der udløste Lejesoldatskrigen. Han var statsborger i bystaten Karthago, som lå i nutidens Tunesien. Hans fødselsdato og alder ved sin død er begge ukendte. Ligeledes er hans aktiviteter og bedrifter inden hans fremtræden mod slutningen af den første puniske krig ukendte.
Mod slutningen af den første puniske krig var Gisco kommandør for hovedbasen Lilybaeum (moderne Marsala) på Sicilien, underordnet Hamilkar Barkas – den overordnede karthagiske kommandant på øen. Da Hamilkar blev beordret til at forhandle en fredsaftale i 241 f.Kr., trak Hamilkar sig tilbage til Karthago i raseri og efterlod Gisco – som den næsthøjeste kommandør – ansvarlig for forhandlingerne med romerne. Disse resulterede i Lutatius-traktaten, som afsluttede krigen. På dette tidspunkt havde de tropper, som han hjemsendt fra Sicilien til Afrika, igangsat et mytteri på grund af en lønstrid. Gisco, som havde et godt ry blandt soldaterne, blev hurtigt tilbagekaldt for at tage sig af situationen. Gisco blev sendt til troppernes lejr med penge nok til at betale det meste af det, som Karthago skyldte dem. Indledningsvis så det ud til at utilfredsheden var aftaget blandt soldaterne, men – af ukendt årsag – eskalerede situationen lige pludselig. Flere soldater insisterede på, at ingen aftale med Karthago var acceptabel, hvilket gav anledning til at et oprør udbrød. Gisco og hans stab blev taget til fange. Dette repræsenterede begyndelsen på det der blev kendt som Lejesoldatskrigen.
Gisco blev holdt fanget i to år af oprørerne. Efter at en stor styrke af oprørere deserterede til karthagerne i 239 f.Kr. frygtede oprørslederne, at deres hær ville gå i opløsning. Karthagerne havde tilbudt desertørerne generøse vilkår, hvilket oprørslederne viste ikke ville blive udvidet til dem personligt. For at fjerne muligheden for enhver form for godsind og barmhjertighed mellem parterne valgte oprørslederne at torturere Gisco og 700 andre karthagiske fanger ihjel. Hamilkar og karthagerne  gengældte efterfølgende dette ved også at dræbe sine fanger.

## Yderligere læsning
- Polybius. "kapitel 66-88". Verdenshistorie I. Polybius om den første puniske krig Oversættelse tilgængelig online fra University of Chicago.

### Sources
- Bagnall, Nigel (1999). The Punic Wars: Rome, Carthage and the Struggle for the Mediterranean. London: Pimlico. ISBN 978-0-7126-6608-4.
- Bringmann, Klaus (2007). A History of the Roman Republic. Cambridge: Polity Press. ISBN 978-0-7456-3370-1.
- Eckstein, Arthur (2017). "The First Punic War and After, 264-237BC". The First Punic War and After, 264–237 BC. Chichester, West Sussex: Wiley Online Library. s. 1-14. doi:10.1002/9781119099000.wbabat0270. ISBN 9781405186452.

- Goldsworthy, Adrian (2006). The Fall of Carthage: The Punic Wars 265–146 BC. London: Phoenix. ISBN 978-0-304-36642-2.
- Hoyos, Dexter (2000). "Towards a Chronology of the 'Truceless War', 241–237 B. C.". Rheinisches Museum für Philologie. 143 (3/4): 369-380. JSTOR 41234468.

- Hoyos, Dexter (2007). Truceless War: Carthage's Fight for Survival, 241 to 237 BC. Leiden ; Boston: Brill. ISBN 978-90-474-2192-4.

- Koon, Sam (2015) [2011]. "Phalanx and Legion: the "Face" of Punic War Battle".  I Hoyos, Dexter (red.). A Companion to the Punic Wars. Chichester, West Sussex: John Wiley. s. 77-94. ISBN 978-1-1190-2550-4.

- Lazenby, John (1996). The First Punic War: A Military History. Stanford, California: Stanford University Press. ISBN 978-0-8047-2673-3.
- Miles, Richard (2011). Carthage Must be Destroyed. London: Penguin. ISBN 978-0-14-101809-6.
- Scullard, H.H. (2006) [1989]. "Carthage and Rome".  I Walbank, F. W.; Astin, A. E.; Frederiksen, M. W. & Ogilvie, R. M. (red.). Cambridge Ancient History: Volume 7, Part 2, 2nd Edition. Cambridge: Cambridge University Press. s. 486-569. ISBN 0-521-23446-8.